# Araneus cereolus
Araneus cereolus este o specie de păianjeni din genul Araneus, familia Araneidae. A fost descrisă pentru prima dată de Simon, 1886. Conform Catalogue of Life specia Araneus cereolus nu are subspecii cunoscute.